# Caledonian Airways (1961)
Caledonian Airways (im Außenauftritt verkürzt Caledonian) war eine britische Fluggesellschaft. Das Unternehmen übernahm im Jahr 1970 die British United Airways und fusionierte mit dieser zur British Caledonian Airways.

## Geschichte
Caledonian Airways wurde am 27. April 1961 von Adam Thomson, einem ehemaligen Piloten der staatlichen British European Airways, und dem Geschäftsmann John de la Haye in Edinburgh gegründet. Die Gesellschaft war zunächst auf dem Flughafen Prestwick ansässig. Das erste Flugzeug des Unternehmens war eine langfristig von der belgischen Sabena geleaste Douglas DC-7, die erstmals am 30. November 1961 auf einem Charterflug von London-Gatwick nach Barbados zum Einsatz kam. Anfänglich führte die Gesellschaft internationale Gelegenheitsflüge (Ad-hoc-Charter) aus, darunter am Weihnachtstag 1961 einen ersten Charterdienst nach New York.

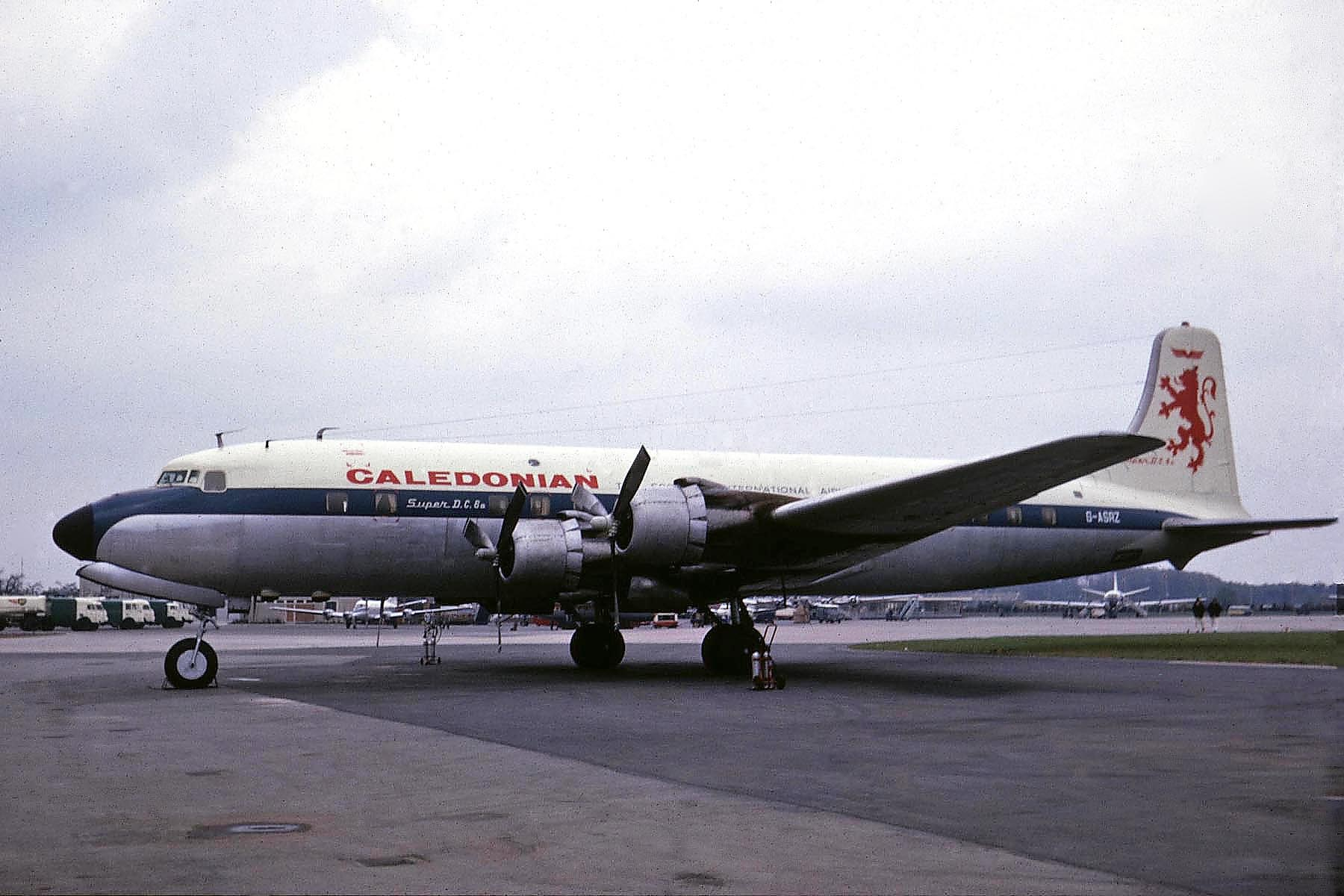
Eine Douglas DC-6 der Caledonien, Hannover 1964

Nach dem Unfall ihres ersten Flugzeugs am 4. März 1962 in Douala mietete Caledonian Airways ab Mai 1962 erneut zwei Douglas DC-7 von Sabena. Beide Maschinen kamen überwiegend im Auftrag britischer Reiseveranstalter auf touristischen Charterflügen (IT-Charter) nach Südeuropa zum Einsatz. Am 17. Juni 1963 erhielt Caledonian Airways als erste britische Charterfluggesellschaft eine zunächst auf drei Jahre befristete Genehmigung für Reisegruppenflüge (Affinity-Group-Charter) in die USA und stellte hierzu zwei weitere Douglas DC-7 in Dienst. Daneben konnte das Unternehmen im selben Jahr langfristige Beförderungsverträge mit den britischen Streitkräften abschließen. Die militärischen Auftragsflüge erfolgten mit zwei geleasten Douglas DC-6. Ab Dezember 1964 wurden die vorhandenen Maschinen schrittweise durch Turboprop-Flugzeuge des Typs Bristol Britannia ersetzt. Parallel dazu führte die Gesellschaft eine neue Bemalung ein.

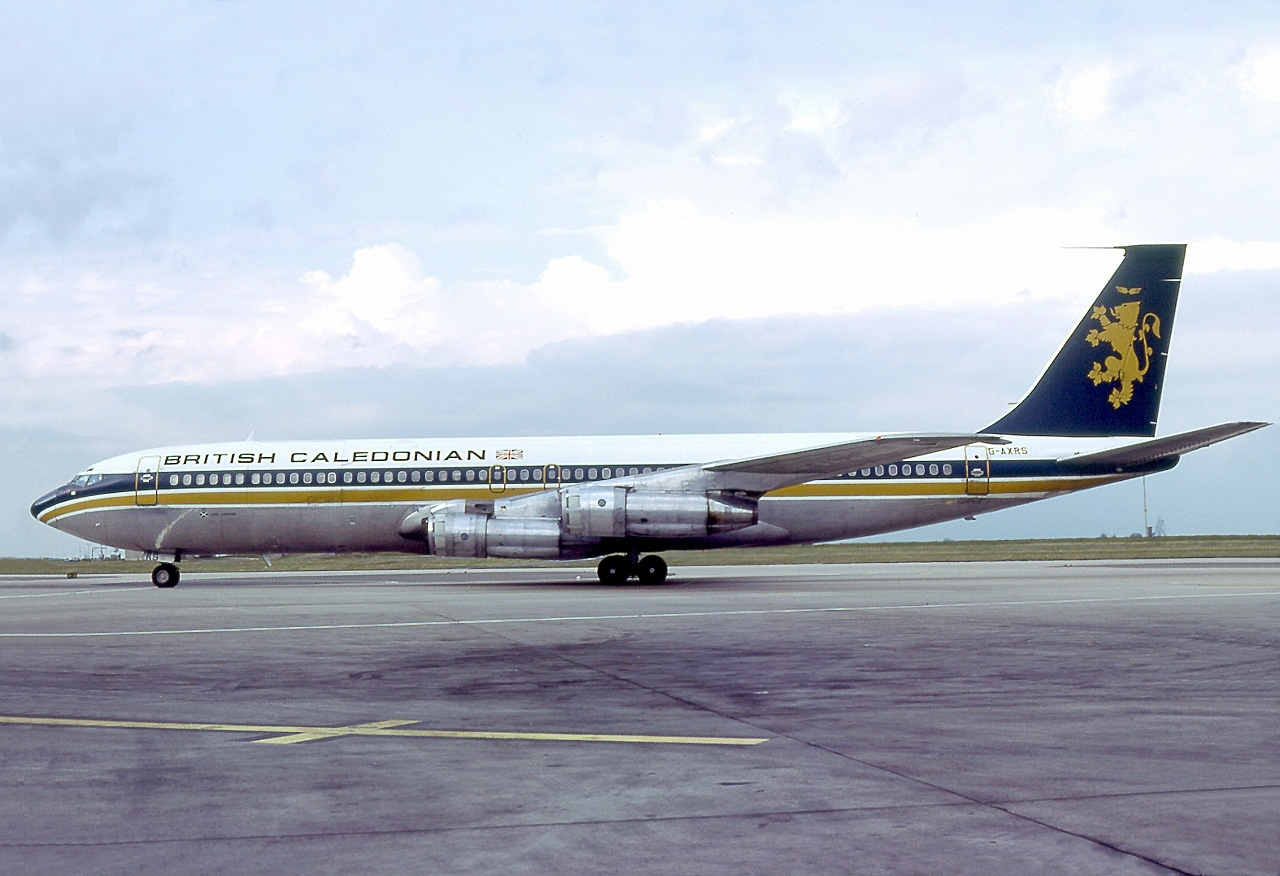
Eine Boeing 707 der Caledonien, Paris-Charles de Gaulle 1980

Im Jahr 1965 erhielt Caledonian Airways als erstes nicht US-amerikanisches Unternehmen eine dauerhafte Erlaubnis, transatlantische IT-Charterflüge für Pauschalreisende von Großbritannien in die USA anzubieten. Die Gesellschaft bestellte hierzu im selben Jahr zwei Düsenflugzeuge des Typs Boeing 707-320C, die ab Frühjahr 1968 zum Einsatz kamen. Zu dieser Zeit führte Caledonian Airways Charterflüge innerhalb Europas, nach Australien, Asien, Kanada und in die USA aus. 

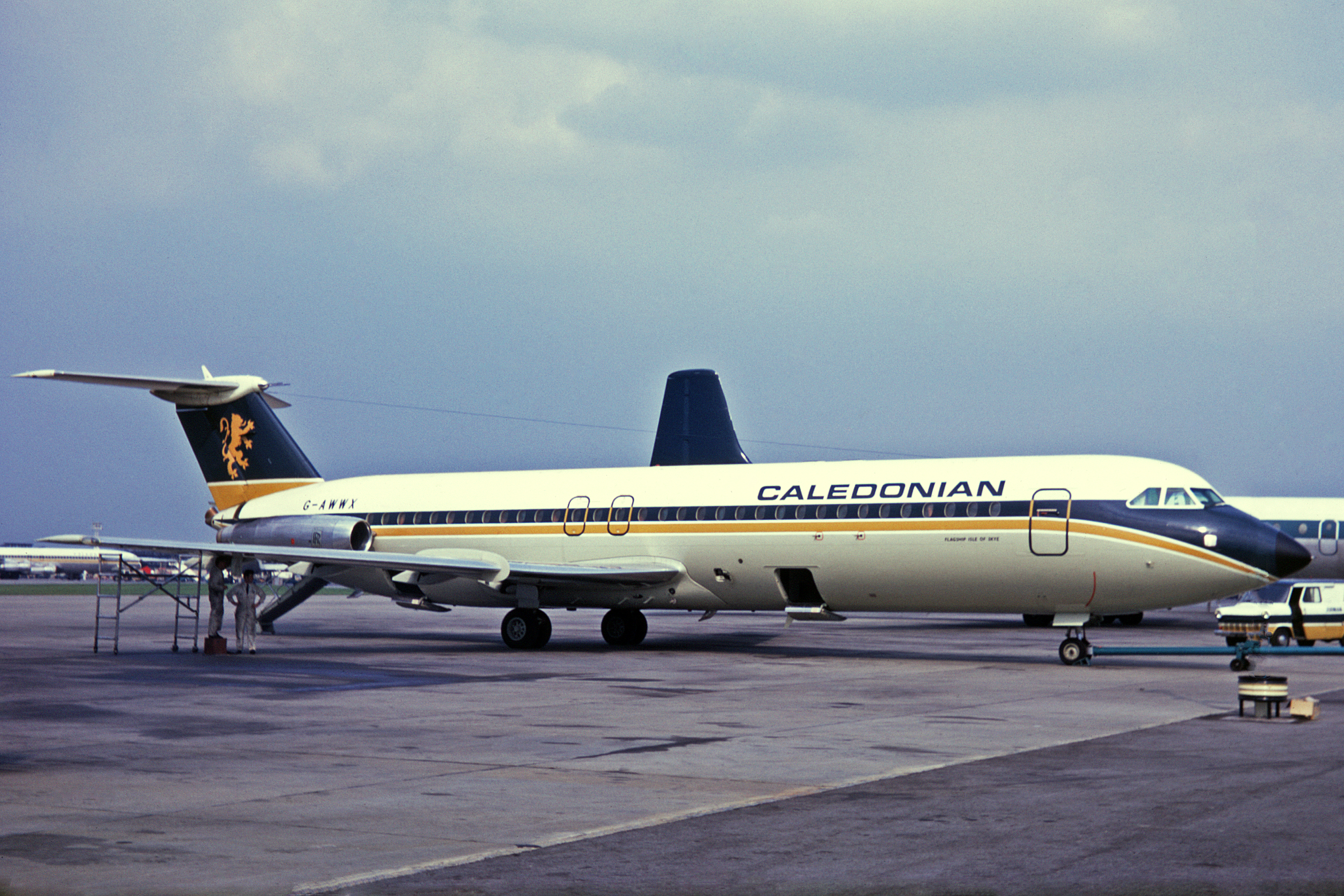
Eine BAC One-Eleven-500 der Caledonien, London-Gatwick 1969

Bereits im Jahr 1967 hatte Caledonian Airways eine Genehmigung für Linienflüge von London über Prestwick nach New York, Los Angeles, San Francisco und Toronto beantragt, was aber von der britischen Luftfahrtbehörde Air Transport Licensing Board (ATLB) abgelehnt wurde. Ende der 1960er-Jahre geriet die größte private Fluggesellschaft Großbritanniens, die British United Airways (BUA), in wirtschaftliche Schwierigkeiten. Die BUA besaß bereits ein umfangreiches Liniennetz, an dessen Übernahme Caledonian Airways und die staatliche BOAC interessiert waren. Die britische Regierung unterstützte zu dieser Zeit den Aufbau einer zweiten Fluggesellschaft (Second Force), die in Konkurrenz zur staatlichen BOAC Langstreckenflüge anbieten sollte, so dass Caledonian Airways den Bieterstreit am 30. November 1970 für sich entscheiden konnte.
Im Jahr 1969 wurde die Gesellschaft zum Erstbetreiber der BAC 111-500.
Nach ihrer Übernahme wurde BUA mit Caledonian Airways zusammengeschlossen. Das fusionierte Unternehmen erhielt zunächst den Namen Caledonian/BUA und wurde am 1. September 1972 in British Caledonian Airways umbenannt.

## Flotte
- BAC 111-500
- Boeing 707-320C
- Bristol Britannia Serien 312, 314, 319
- Douglas DC-6B
- Douglas DC-7C[5][6]

## Zwischenfälle

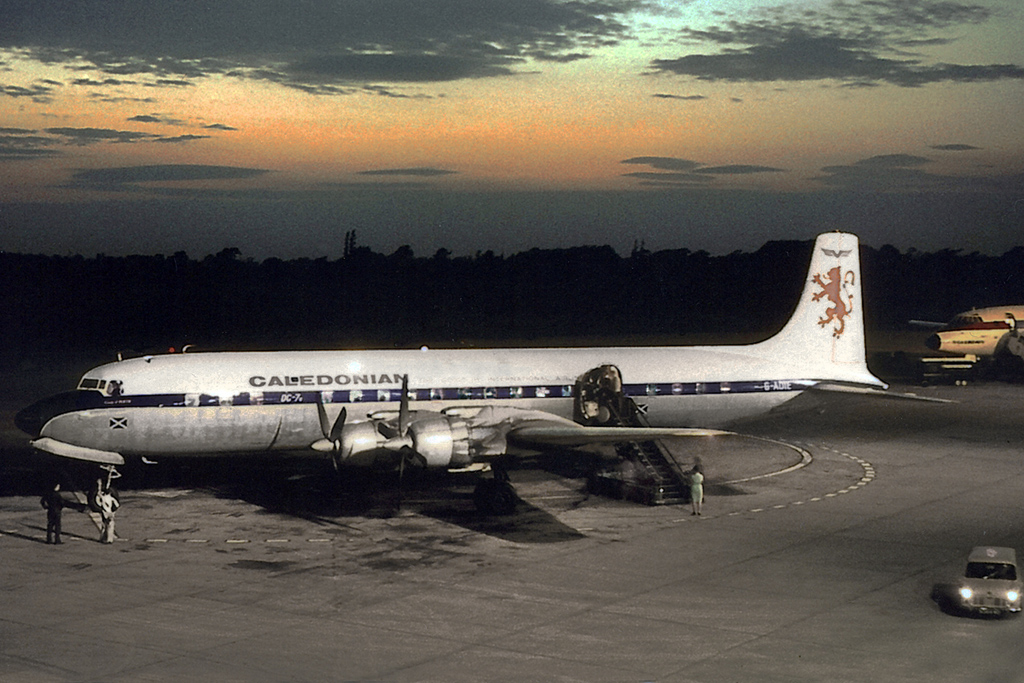
Eine Douglas DC-7, baugleich mit den 1962 und 1964 verunglückten Maschinen, in der ursprünglichen Farbgebung der Gesellschaft.

- Am 4. März 1962 gewann eine Douglas DC-7C der britischen Caledonian Airways (G-ARUD) nach dem Start vom Flughafen Douala (Kamerun) kaum an Höhe. Die Maschine streifte zwei Kilometer hinter dem Startbahnende mehrere Bäume, schlug in einem Sumpfgebiet auf und brannte aus. Bei dem Unfall kamen alle 111 Insassen ums Leben (10 Besatzungsmitglieder und 101 Passagiere). In der Geschichte der DC-7 war dies der Unfall mit den meisten Todesopfern. Der Absturz wurde vermutlich durch ein aufgrund eines mechanischen Defekts blockiertes Höhenruder verursacht. Die 5 Jahre alte Maschine war seit dem 24. November 1961 von der belgischen Sabena gemietet, bei der sie das Kennzeichen OO-SFD getragen hatte (siehe auch Caledonian-Airways-Flug 153).[7][8]

- Am 28. September 1964 verunglückte eine Douglas DC-7C der Caledonian Airways (G-ASID) bei schlechten Witterungsbedingungen während der Landung auf dem Flughafen Istanbul-Yeşilköy. Das Flugzeug schlug 72 Meter vor der Landebahnschwelle auf, das gesamte Fahrwerk brach zusammen und die linke Tragfläche brach ab. Der Rumpf rutschte noch 260 Meter über die Landebahn und geriet in Brand. Alle 97 Insassen überlebten den Unfall.[9]